# 산 로렌소역
산 로렌소 역(스페인어: San Lorenzo)은 마드리드 지하철 4호선의 역이다. 마드리드 오르탈레사 구 피나르델레이 지역의 바란키야 대로 지하에 위치해 있다. 요금구역상으로는 A구역에 속한다.

## 역사
1998년 12월 15일 4호선이 파르케 데 산타 마리아 역까지 연장되면서 영업을 개시하였다. 역과는 출구 두 개와 엘레베이터로 연결되어 있으며 역내는 대합실과 승강장의 2층으로 나뉘어 있다. 또 에스컬레이터와 엘레베이터가 설치되어 있어 이동이 불편한 승객의 편의를 돕는다.

## 환승 정보
역 주변에 시내버스 정류장이 두 곳 있다.
버스
- 시내버스
  - 72, 87번 노선 (주간)
  - N2번 노선 (야간)

지하철
| 마드리드 지하철             | 마드리드 지하철       | 마드리드 지하철                          |
| --------------------------- | --------------------- | ---------------------------------------- |
| 마르 데 크리스탈 아르궤예스 | 마드리드 지하철 4호선 | 파르케 데 산타 마리아 피나르 데 차마르틴 |